# SILLIAC
SILLIAC（Sydney version of the Illinois Automatic Computer、すなわち Sydney ILLIAC）は、オーストラリアのシドニー大学で製作された初期のコンピュータで、イリノイ大学アーバナ・シャンペーン校で開発された ILLIAC I と ORDVAC をベースとしている。それらはジョン・フォン・ノイマンが開発したIASアーキテクチャをベースとしていた。

## 概要
1953年、新たに物理学科のトップとなったハリー・メッセルと新参者の研究者ジョン・ブラットが理論物理学の研究用に電子式コンピュータが必要だと考えたのがSILLIACの始まりである。南半球最初のコンピュータ CSIR Mk 1 は既にオーストラリアで稼働していたが、シドニー大学の物理学科がそれを利用することは難しかった。CSIR Mk 1 はCSIROのもので、ジョン・ブラットによれば彼らは非協力的だった。またシリアル・アーキテクチャであるため、ブラットやメッセルが考えていた用途にはあまりにも低性能だった。そのため、メッセルらは自前のコンピュータ開発を決断した。
手本はイリノイ大学に既に存在しており、ブラットとメッセルはそれをコピーすることを選択し、一から新たに設計するのを避けた。イリノイ大学は喜んで設計図と助力を提供し、製作コストは11万米ドルになるだろうと見積もった。CSIRACの保守技術者ジョン・アルジーがその見積もりをレビューし、コストは35,200オーストラリア・ポンド（2006年の価値に換算すると約200万オーストラリア・ドル）と見積もった。それに基づいて1953年末にプロジェクト開始が決定された。メッセルは共有の友人を介してアドルフ・バッサーと知り合い、バッサーが製作資金として５万オーストラリア・ポンドを寄付した。
IAS系マシンの多くと同様、SILLIACはILLIACの完全なコピーではない。最大の変更点は一般的な 6J6 という真空管の代わりに 2C51 という真空管を使った点である。2C51はベル研究所が海底ケーブルのリピーター用に開発したもので、寿命が5倍（値段も6倍）だった。これによりSILLIACの信頼性は大きく向上した。
他の黎明期のコンピュータと同様、物理的に巨大な機械だった。2.5mの高さのキャビネットで、幅は3m、奥行きは0.6mである。電源装置は別の部屋にあり、さらに空調設備のために別の部屋を必要とした。
1954年7月、Standard Telephones and Cables が製造を請け負い、評価と設置はシドニー大学物理学科の技師が行った。
1956年7月4日、SILLIACの試験が完了し、科学技術計算の評価プログラムを初めて実行した。翌日には実際のプログラムが初めて実行され、7月9日から通常運用に入った。公式な運用開始は9月12日とされている。
1968年5月17日まで運用され、新たな大型機に取って代わられた。現在は複数の部分に分けられて保管されている。

## 保存状況
SILLIACの一部部品はパワーハウス博物館が収蔵し、他はシドニー大学が展示している。
2008年3月、SILLIACの重要なコンポーネントが廃棄される危険性があるとし、Australian Computer Museum Society が新たな保管場所を探していた。

## ハードウェア仕様
- 並列・非同期動作。1秒間に加算は約13,000回、乗算は約1400回、除算は約1200回実行可能。
- メモリ: 1024ワード×40ビット。ウィリアムス管40本使用。
- 1ワードに20ビットの命令を2つ格納。
- レジスタ2本で、約150種類の命令を持つ。
- 紙テープで毎秒200文字 (cps) を入力[6]。紙テープへの出力は 50cps、テレタイプ端末への出力は 10cps。1958年に磁気テープ装置を4台追加した。
- 当初、真空管2768本を使用していた。1958年までに2911本に増加。
- 電力消費量: 35kW
- 平均故障間隔 (MTBF): 約11時間